# Irina Falconiová
Irina Alejandra Falconiová Hartmanová (* 4. května 1990 Portoviejo) je bývalá americká profesionální tenistka ekvádorského původu. Ve své kariéře na okruhu WTA Tour vyhrála jeden titul ve dvouhře. V rámci okruhu ITF získala k roku 2023 šest titulů ve dvouhře a tři ve čtyřhře.
Na žebříčku WTA byla nejvýše ve dvouhře klasifikována v květnu 2016 na 63. místě a ve čtyřhře pak červnu 2013 na 70. místě.

## Finálové účasti na okruhu WTA
| Legenda                      |
| ---------------------------- |
| D – dvouhra; Č – čtyřhra     |
| Grand Slam (0–0)             |
| Turnaj mistryň (0–0)         |
| Premier Mandatory (0–0)      |
| Premier 5 (0–0)              |
| Premier (1–0 Č)              |
| International (1–0 D; 0–3 Č) |

### Dvouhra: 1 (1–0)
| Stav    | č. | datum      | turnaj           | povrch | soupeřka ve finále         | výsledek      |
| ------- | -- | ---------- | ---------------- | ------ | -------------------------- | ------------- |
| Vítězka | 1. | duben 2016 | Bogotá, Kolumbie | antuka | Sílvia Solerová Espinosová | 6–2, 2–6, 6–4 |

### Čtyřhra: 3 (0–3)
| Stav       | č. | datum      | turnaj                                   | povrch | spoluhráčka           | soupeřky ve finále                                | výsledek         |
| ---------- | -- | ---------- | ---------------------------------------- | ------ | --------------------- | ------------------------------------------------- | ---------------- |
| Finalistka | 1. | srpen 2012 | Washington, D.C., Spojené státy americké | tvrdý  | Chanelle Scheepersová | Šúko Aojamová Čang Kchaj-čen                      | 5–7, 2–6         |
| Finalistka | 2. | srpen 2012 | Grapevine, Spojené státy americké        | tvrdý  | Līga Dekmeijereová    | Marina Erakovicová Heather Watsonová              | 3–6, 0–6         |
| Finalistka | 3. | duben 2015 | Bogota, Kolumbie                         | antuka | Shelby Rogersová      | Paula Cristina Gonçalvesová Beatriz Haddad Maiová | 3–6, 6–3, [6–10] |

## Tituly na turnajích okruhu ITF
| $100,000 tournaments |
| $75,000 tournaments  |
| $50,000 tournaments  |
| $25,000 tournaments  |
| $10,000 tournaments  |

### Dvouhra (6 titulů)
| Č. | Datum         | Turnaj                                | Povrch | Finalistka           | Výsledek         |
| -- | ------------- | ------------------------------------- | ------ | -------------------- | ---------------- |
| 1. | květen 2007   | Monterrey, Mexiko                     | tvrdý  | Courtney Nagleová    | 2-6 6-3 6-4      |
| 2. | červenec 2009 | Atlanta, Spojené státy americké       | tvrdý  | Jennifer Elieová     | 6-0, 6-4         |
| 3. | červenec 2009 | St. Joseph, Spojené státy americké    | tvrdý  | Caitlin Whoriskeyová | 6–3, 6–3         |
| 4. | červenec 2010 | Atlanta, Spojené státy americké       | tvrdý  | Allie Willová        | 6-1, 6–4         |
| 5. | listopad 2014 | New Braunfels, Spojené státy americké | tvrdý  | Jennifer Bradyová    | 7–6(3), 6–2      |
| 6. | září 2017     | Tampico, Mexiko                       | tvrdý  | Louisa Chiricová     | 7–5, 6–7(3), 6–1 |

### Čtyřhra (3 tituly)
| č. | datum         | turnaj                             | povrch | spoluhráčka        | soupeřky ve finále                  | výsledek         |
| -- | ------------- | ---------------------------------- | ------ | ------------------ | ----------------------------------- | ---------------- |
| 1. | červenec 2009 | St. Joseph, Spojené státy americké | tvrdý  | Ashley Weinholdová | Chelsea Orrová Caitlin Whoriskeyová | 6–4, 7–6(6)      |
| 2. | červenec 2013 | Portland, Spojené státy americké   | tvrdý  | Nicole Melicharová | Sanaz Marandová Ashley Weinholdová  | 4–6, 6–3, [10–8] |
| 3. | únor 2015     | Burnie, Austrálie                  | tvrdý  | Petra Martićová    | Chan Sin-jün Džunri Namigatová      | 6–2, 6–4         |